# Râul Andranotsimisiamalona
Râul Andranotsimisiamalona este situat în nordul Madagascarului. Izvoarele sale sunt situate în Masivul Ambohitra; se varsă în râul Saharenana lângă Antananandrenitelo.